# Петер Керстен
Петер Керстен (нім. Peter Kersten, 1 лютого 1958) — східнонімецький академічний веслувальник.
Бронзовий призер Олімпійських Ігор 1980 року в одиночці.